# Alberto Anrango
Luis Alberto Anrango Bonilla (* 31. März 1947 in Cotacachi, Imbabura) ist ein ecuadorianischer Kichwa-Lehrer und Politiker mit ethnischem Kichwa-Hintergrund. Von 2009 bis 2014 war er Bürgermeister der Stadt Cotacachi.
1977 beteiligte sich Alberto Anrango an der Gründung des Bauern- und Indigenenverbandes von Cotacachi (Unión de Organizaciones Campesinas Indígenas de Cotacachi UNORCAC) und wurde bei den ersten Kommunalwahlen nach der Demokratisierung Ecuadors 1979 der erste indigene Stadtrat in Cotacachi.
Alberto Anrango war der erste Leiter der Nationalen Direktion für interkulturelle zweisprachige Erziehung (Dirección Nacional de Educación Intercultural Bilingüe, DINEIB) beim Bildungsministerium Ecuadors und danach Menschenrechtsbeauftragter für den Bereich Indigene.
Bei den Kommunalwahlen am 26. April 2009 gewann er als Kandidat von Rafael Correas Partei PAIS gegen den langjährigen Bürgermeister Auki Tituaña von der Indigenenpartei Pachakutik.
Nach eigenen Worten wollte Alberto Anrango Schwerpunkte im Schutz der Umwelt und der Anwendung der traditionellen Medizin setzen. Seine Position zum Kupferbergbau in Junín im subtropischen Intag-Tal ist jedoch nicht eindeutig. Einen radikalen Politikwechsel hat es nicht gegeben, so arbeitet die von seinem Amtsvorgänger eingeführte Kantonseinheitsversammlung (Asamblea de Unidad Cantonal AUC) auch unter Alberto Anrango weiter.
Alberto Anrango ist mit Mercedes María Chico verheiratet, mit der er drei Kinder hat.